# Africa Live
Das Benefiz-Konzert Africa Live fand am 12. und 13. März 2005 in Dakar, Senegal, im Iba-Mar-Diop-Stadion statt. Das Konzert war Teil der Kampagne „Roll Back Malaria“ und unterstützt den Kampf gegen die Krankheit Malaria, der jährlich Millionen Menschen vor allem in Afrika zum Opfer fallen. Es wurde von Youssou N’Dour organisiert und hatte bei einem Eintrittspreis von 1000 CFA-Franc (1,52 Euro) etwa 50.000 Zuschauer.
Während der Konzerte wurde von Mick Csáky und Pierre-Olivier Bardet ein 120-minütiger Dokumentarfilm gedreht, der das Ereignis dokumentierte.

## Programm
- Seun Anikulapo Kuti mit Egypt 80, Manu Dibango und Tony Allen: Mosquito Song
- Tinariwen: Tis Metten
- Didier Awadi: Xyoma and Stoppez Les
- Corneille: Parce Qu'on Vient De Loin
- Oumou Sangaré: Tienadjan
- Salif Keïta: Mandjou
- Youssou N’Dour mit dem Grand Orchestra du Caire: Touba - Daru Salaam
- Orchestra Baobab: Bul Ma Miin
- Baaba Maal: Mbaye
- Rokia Traoré: Kana Hami
- Awilo Longomba: Karolina
- Tiken Jah Fakoly/Didier Awadi: Quitte Le Pouvoir
- Angélique Kidjo: Malaika
- Youssou N’Dour und Le Super Etoile de Dakar